# Top Chef (España)
Top Chef  fue un programa de televisión gastronómico español que buscaba al mejor cocinero del país. El formato, presentado por el propio jurado (Alberto Chicote, Susi Díaz y Paco Roncero), se basó en el programa de cocina estadounidense del mismo nombre. La producción del programa corrió a cargo de Antena 3, en colaboración con la productora Boomerang TV. Se estrenó en Antena 3 el 2 de octubre de 2013 y su última entrega tuvo lugar el 17 de mayo de 2017.

## Historia
En enero de 2013, Atresmedia confirmó que había adquirido los derechos de adaptación de Top Chef, elreality producido por Boomerang TV. Anteriormente, Mediaset España había descartado el formato, que recaería en Cuatro. 
Tras ir conociéndose los detalles, el programa fue pensado para emitirse en La Sexta, ya que contaba con la experiencia de éxitos como Pesadilla en la cocina. No obstante, debido al éxito que había cosechado MasterChef en La 1, Atresmedia decidió emitirlo en Antena 3.
La mecánica del concurso era muy similar a la de Masterchef, pero la diferencia es que los concursantes eran cocineros profesionales y, en algunas ocasiones, regentaban establecimientos con Estrella Michelín, Soles Repsol, o una combinación de ambos.
El programa se estrenó el 2 de octubre de 2013 en Antena 3. Además, vino de la mano de un debate en horario late-night llamado El almacén de Top Chef, presentado por Paula Vázquez. Este debate cuenta con la participación del jurado, celebrities tales como Alba Carrillo o Boris Izaguirre y de los concursantes expulsados, que analizan los mejores momentos de cada entrega.
En la primera edición, el jurado de la final estuvo compuesto por siete de los cocineros más reputados de España, la mayoría de ellos galardonados con tres estrellas Michelín en sus restaurantes: Pedro Subijana, Martín Berasategui, Joan Roca, Quique Dacosta, Eneko Atxa, Juan Mari Arzak y Karlos Arguiñano.
En la segunda edición, el jurado de la final estuvo compuesto por siete cocineros ganadores del Premio Nacional de Gastronomía: Martín Berasategui, Pedro Larumbe, Andoni Luis Aduriz, Carles Gaig, Toño Pérez, Francis Paniego y Ángel León.

## Formato y estructura

### Top Chef (galas)
Top Chef buscaba al mejor cocinero del país, que se llevaría un premio en metálico y la apertura de un nuevo restaurante. Para ello, los concursantes debían de enfrentarse a varias pruebas:
- La prueba de fuego: Una prueba rápida donde los concursantes debían demostrar sus habilidades contrarreloj. Estaba en juego inmunidad o privilegios para la siguiente prueba. Para ello, contaron con Alberto Chicote y un chef invitado como jueces.
- La prueba en grupo: Los concursantes trabajaban por equipos o parejas en exteriores y cocinaban para un público o colectivo que tenía el papel de decidir con sus votos el equipo ganador. El que pierda pasará a la tercera fase.
- La última oportunidad: La prueba donde se decidía al eliminado entre los perdedores, que eran juzgados por el jurado del programa. En ocasiones se realizaba una cata a ciegas, es decir, sin saber quién lo había cocinado. En estos casos, se contaba con un juez invitado que estaba con los concursantes mientras cocinaban.

### El almacén de Top Chef (2013)
El almacén de Top Chef fue un debate posterior a las galas del programa. Este espacio, presentado por Paula Vázquez, contaba con los expulsados del programa, así como con personajes populares que tuvieran alguna vinculación con la cocina. Entre los invitados pasaron Juan Pozuelo, Alba Carrillo, Adolfo Muñoz o Alejandra Ansón, además de distintos especialistas en postres, frutas o café. Durante la emisión de El Almacén, se desarrollaron una serie de retos como un concurso paralelo al principal en el que concursaron los chefs que ya no estaban en el concurso principal.
Por su parte, las redes sociales también tuvieron su importancia en el programa, ya que recordaban los momentos que se vivieron con mayor intensidad en la red y se interactuaba con los internautas en directo.

### Los secretos de Top Chef (2014-2015)
Los secretos de Top Chef fue un docushow emitido tras cada gala desde la segunda edición del programa. En él se mostraba material inédito, no emitido en el programa y sin presentador.

## Presencia del equipo
| Miembro del jurado | Temporada  | Temporada  | Temporada  | Temporada  |
| Miembro del jurado | 1.ª (2013) | 2.ª (2014) | 3.ª (2015) | 4.ª (2017) |
| ------------------ | ---------- | ---------- | ---------- | ---------- |
| Alberto Chicote    | Sí         | Sí         | Sí         | Sí         |
| Susi Díaz          | Sí         | Sí         | Sí         | Sí         |
| Paco Roncero       |            |            | Sí         | Sí         |
| Yayo Daporta       |            | Sí         |            |            |
| Ángel León         | Sí         |            |            |            |

## Temporadas
| Temporada | Temporada | Programas | Participantes | Estreno                 | Final                   | Ganador                 | Audiencia media | Audiencia media   |
| Temporada | Temporada | Programas | Participantes | Estreno                 | Final                   | Ganador                 | Espectadores    | Cuota de pantalla |
| --------- | --------- | --------- | ------------- | ----------------------- | ----------------------- | ----------------------- | --------------- | ----------------- |
|           | 1         | 12        | 15            | 2 de octubre de 2013    | 18 de diciembre de 2013 | Begoña Rodrigo de Jorge | 2 937 000       | 17,8 %            |
|           | 2         | 15        | 16            | 8 de septiembre de 2014 | 17 de diciembre de 2014 | David García            | 2 544 000       | 16,1 %            |
|           | 3         | 15        | 16            | 9 de septiembre de 2015 | 16 de diciembre de 2015 | Marcel Ress             | 2 133 000       | 14,1 %            |
|           | 4         | 13        | 14            | 15 de febrero de 2017   | 17 de mayo de 2017      | Rakel Cernicharo        | 1 625 000       | 11,9 %            |
| Total     | Total     | 55        | 61            | 2013                    | 2017                    |                         | 2 310 000       | 15,0 %            |

## Primera edición (2013)

### Concursantes
| Chef                    | Edad | Procedencia   | Profesión                                                     | Información                    |
| ----------------------- | ---- | ------------- | ------------------------------------------------------------- | ------------------------------ |
| Begoña Rodrigo de Jorge | 37   | Valencia      | Propietaria y chef del rte. La Salita                         | Ganadora                       |
| Antonio Arrabal         | 32   | Zaragoza      | Jefe de cocina del hotel Abba Burgos                          | Subcampeón                     |
| Miguel Cobo             | 29   | Santander     | Copropietario y jefe de cocina del rte. El Vallés (Briviesca) | 3.er finalista                 |
| Jesús Almagro           | 40   | Madrid        | Jefe de cocina del rte. Pedro Larumbe                         | 9.º expulsado 4.º expulsado    |
| Javier Estévez          | 30   | Madrid        | Jefe de cocina de El Mesón de Doña Filo                       | 8.º expulsado                  |
| Bárbara Amorós          | 43   | Valencia      | Propietaria y chef del catering Bárbara te cocina             | 7.ª expulsada                  |
| Antonio Canales         | 35   | Tarragona     | Jefe de cocina en el Grupo Fuente Pizarro                     | 6.º expulsado                  |
| Elisabeth Julianne      | 33   | Menorca       | Jefa de cocina del rte. Ars Café                              | 5.ª expulsada                  |
| Borja Letamendía        | 45   | San Sebastián | Propietario y chef de Borja Letamendía Catering               | 3.er expulsado                 |
| Hung Fai                | 40   | Guecho        | Jefe de cocina del hotel Igeretxe                             | 2.º expulsado                  |
| Iván Hernández          | 22   | Ávila         | Chef mánager del rte. El Rondón                               | 1.er expulsado                 |
| Eduardo Sánchez         | 48   | Madrid        | Jefe de hostelería del Ministerio de Defensa                  | Eliminados en el casting final |
| Enrique Lozano          | 63   | Sevilla       | Exjefe de cocina del hotel Alfonso XIII                       | Eliminados en el casting final |
| Erika Domínguez         | 28   | La Coruña     | Segunda de cocina del rte. La Solana                          | Eliminados en el casting final |
| Vicente Cubertorer      | 25   | Castellón     | Gerente de cocina de MotoGP                                   | Eliminados en el casting final |

### Seguimiento semanal
|           | P. 01 | P. 02 | P. 03 | P. 04 | P. 05 | P. 06 | P. 07 | P. 08 | P. 09 | P. 10 | Semifinal | Final | Final      |
| --------- | ----- | ----- | ----- | ----- | ----- | ----- | ----- | ----- | ----- | ----- | --------- | ----- | ---------- |
| Begoña    | C     | S     | UO    | UO    | S     | UO    | S     | S     | J     | UO    | UO        | F     | Ganadora   |
| Arrabal   | C     | UO    | S     | S     | S     | UO    | UO    | S     | J     | UO    | S         | F     | Subcampeón |
| Miguel    | C     | UO    | UO    | UO    | UO    | I     | S     | S     | J     | UO    | S         | E     |            |
| Jesús     | C     | UO    | S     | S     | E     |       |       |       | R     | S     | E         |       |            |
| Javier    | C     | S     | S     | I     | S     | S     | UO    | UO    | J     | E     |           |       |            |
| Bárbara   | C     | UO    | S     | UO    | UO    | S     | S     | E     |       |       |           |       |            |
| Canales   | C     | S     | I     | S     | UO    | S     | E     |       |       |       |           |       |            |
| Elisabeth | C     | S     | UO    | S     | S     | E     |       |       |       |       |           |       |            |
| Borja     | C     | S     | UO    | E     |       |       |       |       |       |       |           |       |            |
| Hung Fai  | C     | I     | E     |       |       |       |       |       |       |       |           |       |            |
| Iván      | C     | E     |       |       |       |       |       |       |       |       |           |       |            |
| Eduardo   | NC    |       |       |       |       |       |       |       |       |       |           |       |            |
| Enrique   | NC    |       |       |       |       |       |       |       |       |       |           |       |            |
| Erika     | NC    |       |       |       |       |       |       |       |       |       |           |       |            |
| Vicente   | NC    |       |       |       |       |       |       |       |       |       |           |       |            |

### Episodios y audiencias
| Fecha      | Características del programa                            | Audiencia          | Almacén Top Chef |
| ---------- | ------------------------------------------------------- | ------------------ | ---------------- |
| 02/10/2013 | Gala 1 / Expulsión de Eduardo, Enrique, Erika y Vicente | 3 030 000 (17,7 %) | 604 000 (9,8 %)  |
| 09/10/2013 | Gala 2 / Expulsión de Iván                              | 2 480 000 (15,7 %) | 613 000 (10,3 %) |
| 16/10/2013 | Gala 3 / Expulsión de Hung Fai                          | 2 343 000 (13,7 %) | 680 000 (9,9 %)  |
| 23/10/2013 | Gala 4 / Expulsión de Borja                             | 2 273 000 (13,7 %) | 537 000 (8,5 %)  |
| 30/10/2013 | Gala 5 / Expulsión de Jesús                             | 2 303 000 (14,5 %) | 513 000 (9,3 %)  |
| 06/11/2013 | Gala 6 / Expulsión de Elisabeth                         | 2 597 000 (15,8 %) | 688 000 (11,1 %) |
| 13/11/2013 | Gala 7 / Expulsión de Canales                           | 2 573 000 (14,7 %) | 651 000 (10,7 %) |
| 20/11/2013 | Gala 8 / Expulsión de Bárbara                           | 3 367 000 (21,0 %) | 772 000 (16,1 %) |
| 27/11/2013 | Gala 9 / Repesca de Jesús                               | 3 402 000 (19,9 %) | 638 000 (9,9 %)  |
| 04/12/2013 | Gala 10 / Expulsión de Javier                           | 3 265 000 (20,1 %) | 685 000 (11,0 %) |
| 11/12/2013 | Gala 11 / Semifinal / Expulsión de Jesús                | 3 587 000 (22,1 %) | 597 000 (10,2 %) |
| 18/12/2013 | Gala 12 / Final / Ganadora: Begoña                      | 3 805 000 (23,9 %) | 698 000 (12,2 %) |

     Récord histórico de audiencia.
     Líder en su franja horaria.
     Mínimo histórico de audiencia.

## Segunda edición (2014)

### Concursantes
| Chef                 | Edad | Procedencia           | Profesión                                                        | Información                                 |
| -------------------- | ---- | --------------------- | ---------------------------------------------------------------- | ------------------------------------------- |
| David García         | 26   | El Palá de Torroella  | Propietario y chef ejecutivo del Grupo TO [+]                    | Ganador                                     |
| Marc Joli            | 37   | Gerona                | Copropietario y chef ejecutivo de la taberna Cal Músic           | Subcampeón                                  |
| Fran Vicente         | 27   | Salamanca             | Chef ejecutivo del rte. Coque                                    | Semifinalista 7.º expulsado                 |
| Víctor Rodrigo       | 32   | Castellón de la Plana | Copropietario y chef ejecutivo del rte. Samsha                   | 11.º expulsado                              |
| Javier García "Peña" | 34   | Valladolid            | Copropietario y chef ejecutivo del gastro-bar La Candela         | 10.º expulsado                              |
| Carlos Medina        | 30   | Valencia              | Director creativo del rte. André                                 | 9.º expulsado                               |
| Inés Abril           | 34   | Vigo                  | Chef del rte. Maruja Limón                                       | 8.ª expulsada                               |
| Marta Roselló        | 27   | Colonia de San Jorge  | Propietaria y chef ejecutiva del rte. Sal de Coco                | 6.ª expulsada                               |
| Honorato Espinar     | 49   | Palma                 | Jefe de logística del grupo Iberostar                            | 5.º expulsado Eliminado en el casting final |
| Rebeca Hernández     | 36   | Madrid                | Copropietaria y chef ejecutiva de la gastro-taberna La Berenjena | 4.ª expulsada                               |
| Teresa Gutiérrez     | 34   | Villarrobledo         | Propietaria y chef ejecutiva del rte. Azafrán                    | 3.ª expulsada                               |
| Pablo González       | 30   | Sevilla               | Chef ejecutivo del rte. Ars Natura                               | 2.º expulsado                               |
| Joaquín Espejo       | 34   | Las Palmas            | Propietario y chef ejecutivo del rte. Moorea                     | 1.er expulsado                              |
| Francisco Jerez      | 43   | Santander             | Profesor en el hotel-escuela Las Carolinas                       | Eliminados en el casting final              |
| Irina C. Herrera     | 49   | Catacaos              | Profesora y consultora gastronómica                              | Eliminados en el casting final              |
| Pedro Jerez          | 43   | Santander             | Chef del rte. Novecento                                          | Eliminados en el casting final              |

### Seguimiento semanal
|           | P. 01 | P. 02 | P. 03 | P. 04 | P. 05 | P. 06 | P. 07 | P. 08 | P. 09 | P. 10 | P. 11 | P. 12 | P. 13 | Semifinal | Final      |
| --------- | ----- | ----- | ----- | ----- | ----- | ----- | ----- | ----- | ----- | ----- | ----- | ----- | ----- | --------- | ---------- |
| David     | C     | S     | I     | UO    | S     | UO    | UO    | I     | UO    | UO    | J     | S     | S     | S         | Ganador    |
| Marc      | C     | S     | UO    | UO    | UO    | UO    | UO    | S     | S     | I     | J     | UO    | UO    | UO        | Subcampeón |
| Fran      | C     | I     | S     | UO    | S     | I     | S     | E     |       |       | R     | I     | UO    | E         |            |
| Víctor    | C     | UO    | S     | UO    | UO    | S     | S     | S     | I     | S     | J     | S     | E     |           | SC         |
| Peña      | C     | S     | UO    | S     | S     | S     | I     | S     | S     | UO    | J     | E     |       |           |            |
| Carlos    | C     | UO    | UO    | I     | UO    | S     | S     | S     | UO    | E     |       |       |       |           |            |
| Inés      | C     | S     | S     | S     | S     | UO    | S     | UO    | E     |       |       |       |       |           | SC         |
| Marta     | C     | S     | S     | S     | S     | S     | E     |       |       |       |       |       |       |           | SC         |
| Honorato  | NC    | R     | S     | S     | UO    | E     |       |       |       |       |       |       |       |           |            |
| Rebeca    | C     | S     | S     | S     | E     |       |       |       |       |       |       |       |       |           |            |
| Teresa    | C     | UO    | S     | E     |       |       |       |       |       |       |       |       |       |           | SC         |
| Pablo     | C     | S     | E     |       |       |       |       |       |       |       |       |       |       |           |            |
| Joaquín   | C     | E     |       |       |       |       |       |       |       |       |       |       |       |           |            |
| Francisco | NC    |       |       |       |       |       |       |       |       |       |       |       |       |           |            |
| Irina     | NC    |       |       |       |       |       |       |       |       |       |       |       |       |           |            |
| Pedro     | NC    |       |       |       |       |       |       |       |       |       |       |       |       |           |            |

### Episodios y audiencias
| Fecha      | Características del programa                             | Audiencia          | Los Secretos de Top Chef | Refs.  |
| ---------- | -------------------------------------------------------- | ------------------ | ------------------------ | ------ |
| 08/09/2014 | Gala 1 / Expulsión de Irina, Honorato, Francisco y Pedro | 2 372 000 (15,5 %) | 844 000 (12,7 %)         | [ 26 ] |
| 15/09/2014 | Gala 2 / Repesca de Honorato / Expulsión de Joaquín      | 2 323 000 (15,9 %) | 702 000 (11,5 %)         | [ 27 ] |
| 22/09/2014 | Gala 3 / Expulsión de Pablo                              | 2 545 000 (16,2 %) | 683 000 (10,7 %)         | [ 28 ] |
| 29/09/2014 | Gala 4 / Expulsión de Teresa                             | 2 393 000 (15,3 %) | 570 000 (10,2 %)         | [ 29 ] |
| 06/10/2014 | Gala 5 / Expulsión de Rebeca                             | 2 415 000 (15,0 %) | 624 000 (11,8 %)         | [ 30 ] |
| 13/10/2014 | Gala 6 / Expulsión de Honorato                           | 2 239 000 (13,0 %) | 608 000 (10,1 %)         | [ 31 ] |
| 20/10/2014 | Gala 7 / Expulsión de Marta                              | 2 424 000 (14,6 %) | 603 000 (10,2 %)         | [ 32 ] |
| 27/10/2014 | Gala 8 / Expulsión de Fran                               | 2 191 000 (14,4 %) | 613 000 (11,4 %)         | [ 33 ] |
| 03/11/2014 | Gala 9 / Expulsión de Inés                               | 2 472 000 (15,0 %) | 751 000 (12,8 %)         | [ 34 ] |
| 12/11/2014 | Gala 10 / Expulsión de Carlos                            | 2 671 000 (17,3 %) | 696 000 (11,7 %)         | [ 35 ] |
| 19/11/2014 | Gala 11 / Repesca de Fran                                | 2 722 000 (16,9 %) | 829 000 (12 %)           | [ 36 ] |
| 26/11/2014 | Gala 12 / Expulsión de Peña                              | 2 793 000 (17,7 %) | 765 000 (11,9 %)         | [ 37 ] |
| 03/12/2014 | Gala 13 / Expulsión de Víctor                            | 2 544 000 (16,1 %) | 649 000 (11,0 %)         | [ 38 ] |
| 10/12/2014 | Gala 14 / Semifinal / Expulsión de Fran                  | 2 758 000 (17,5 %) | 620 000 (11,4 %)         | [ 39 ] |
| 17/12/2014 | Gala 15 / Final / Ganador: David                         | 3 304 000 (21,3 %) | 849 000 (15,9 %)         | [ 40 ] |

     Líder en su franja horaria.

## Tercera edición (2015)

### Concursantes
| Chef              | Edad | Procedencia   | Profesión                                                               | Información                    |
| ----------------- | ---- | ------------- | ----------------------------------------------------------------------- | ------------------------------ |
| Marcel Ress       | 26   | Mellrichstadt | Chef ejecutivo del rte. Simply Fosh                                     | Ganador 9.º expulsado          |
| Alejandro Platero | 32   | Valencia      | Chef ejecutivo de los rtes. Macel.lum y Come & Calla                    | Subcampeón                     |
| Mari Paz Marlo    | 40   | Cuenca        | Propietario y chef ejecutiva de los rtes. Marlo                         | Semifinalista                  |
| Sergio Bastard    | 36   | Santander     | Chef y copropietario del rte. La Casona del Judío                       | 11.º expulsado                 |
| Oriol Lomas       | 26   | Gerona        | Propietario y chef ejecutivo del rte. Bocca Regencós                    | 10.º expulsado                 |
| Luca Rodi         | 38   | Madrid        | Chef ejecutivo y propietario del rte. Dabbawala y del catering Quilicuá | 8.º expulsado                  |
| Montse Estruch    | 57   | Vacarisas     | Propietaria y chef del rte. El Cingle de Vacarisses                     | 7.ª expulsada                  |
| Álex Clavijo      | 31   | Guayaquil     | Chef ejecutivo del rte. Vadebacus                                       | 6.º expulsado                  |
| Carlos Caballero  | 37   | Málaga        | R+D del rte. José Carlos García                                         | 5.º expulsado                  |
| María Espín       | 39   | Barcelona     | Chef ejecutiva del Hotel Melià Barcelona Sky                            | 4.ª expulsada                  |
| Julio Velandrino  | 31   | Murcia        | Chef ejecutivo del rte. Back Pack, consultor y profesor gastronómico    | 3.er expulsado                 |
| Carlota Bonder    | 27   | Ibiza         | Mánager del catering Bonder & Co. y chef privada                        | 2.ª expulsada                  |
| Jesús Vega        | 49   | Madrid        | Jefe de partida del Hotel Ritz                                          | 1.er expulsado                 |
| Iván Serrano      | 23   | Torrico       | Sous-chef del rte. Tierra del Hotel Valdepalacios                       | Eliminados en el casting final |
| Borja Aldea       | 23   | La Granja     | Jefe de R+D del rte. Etxanobe                                           | Eliminados en el casting final |
| Vanessa Merino    | 37   | Gerona        | Sous-chef del rte. Les Magnòlies                                        | Eliminados en el casting final |

### Seguimiento semanal
|            | P. 01 | P. 02 | P. 03 | P. 04 | P. 05 | P. 06 | P. 07 | P. 08 | P. 09 | P. 10 | P. 11 | P. 12 | P. 13 | Semifinal | Final      |
| ---------- | ----- | ----- | ----- | ----- | ----- | ----- | ----- | ----- | ----- | ----- | ----- | ----- | ----- | --------- | ---------- |
| Marcel     | C     | UO    | S     | UO    | UO    | S     | I     | UO    | S     | S     | S     | -     | S     | S         | Ganador    |
| Alejandro  | C     | S     | UO    | S     | S     | UO    | S     | S     | I     | S     | UO    | -     | UO    | UO        | Subcampeón |
| Maripaz    | C     | S     | S     | S     | S     | UO    | S     | UO    | S     | UO    | S     | SF    | SF    | E         | SC         |
| Sergio     | C     | UO    | UO    | S     | S     | UO    | UO    | S     | UO    | UO    | I     | -     | E     |           | SC         |
| Oriol      | C     | S     | UO    | S     | UO    | S     | S     | I     | UO    | UO    | E     |       |       |           |            |
| Luca       | C     | S     | S     | S     | S     | I     | S     | S     | E     |       |       |       |       |           |            |
| Montse     | C     | I     | S     | UO    | UO    | S     | UO    | E     |       |       |       |       |       |           |            |
| Álex       | C     | S     | S     | S     | UO    | S     | E     |       |       |       |       |       |       |           | SC         |
| Carlos     | C     | S     | S     | S     | S     | E     |       |       |       |       |       |       |       |           |            |
| María      | C     | UO    | S     | I     | E     |       |       |       |       |       |       |       |       |           |            |
| Velandrino | C     | S     | S     | E     |       |       |       |       |       |       |       |       |       |           | SC         |
| Carlota    | C     | S     | E     |       |       |       |       |       |       |       |       |       |       |           |            |
| Jesús      | C     | E     |       |       |       |       |       |       |       |       |       |       |       |           |            |
| Iván       | NC    |       |       |       |       |       |       |       |       |       |       |       |       |           |            |
| Borja      | NC    |       |       |       |       |       |       |       |       |       |       |       |       |           |            |
| Vanessa    | NC    |       |       |       |       |       |       |       |       |       |       |       |       |           |            |

### Episodios y audiencias
| Fecha      | Características del programa                | Audiencia          | Los Secretos de Top Chef          | Audiencia        | Refs.  |
| ---------- | ------------------------------------------- | ------------------ | --------------------------------- | ---------------- | ------ |
| 09/09/2015 | Gala 1 / Expulsión de Iván, Borja y Vanesa  | 2 311 000 (15,9 %) | "Maratón de cocina"               | 760 000 (12,1 %) | [ 43 ] |
| 16/09/2015 | Gala 2 / Expulsión de Jesús                 | 2 127 000 (14,8 %) | "Todo va sobre ruedas"            | 618 000 (11,2 %) | [ 44 ] |
| 23/09/2015 | Gala 3 / Expulsión de Carlota               | 2 081 000 (14,6 %) | "Madri, Madri, Madri"             | 552 000 (11,1 %) | [ 45 ] |
| 30/09/2015 | Gala 4 / Expulsión de Velandrino            | 1 996 000 (13,4 %) | "Con sabor a Euskadi"             | 546 000 (10,3 %) | [ 46 ] |
| 07/10/2015 | Gala 5 / Expulsión de María                 | 2 291 000 (15,3 %) | "Guerra AMB Tomaquet"             | 668 000 (12,6 %) | [ 47 ] |
| 14/10/2015 | Gala 6 / Expulsión de Carlos                | 2 326 000 (15,3 %) | "Mezcla de culturas"              | 644 000 (11,4 %) | [ 48 ] |
| 21/10/2015 | Gala 7 / Expulsión de Álex                  | 1 967 000 (12,5 %) | "Al rico deporte"                 | 656 000 (10,1 %) | [ 49 ] |
| 28/10/2015 | Gala 8 / Expulsión de Montse                | 2 017 000 (13,6 %) | "Sevilla tiene un sabor especial" | 493 000 (10 %)   | [ 50 ] |
| 04/11/2015 | Gala 9 / Expulsión de Luca                  | 2 373 000 (15,1 %) | "Sobrevivir a Top Chef"           | 884 000 (14,4 %) | [ 51 ] |
| 11/11/2015 | Gala 10 / Indulto de Marcel                 | 1 556 000 (9,6 %)  | "En un lugar de La Mancha"        | 538 000 (9,7 %)  | [ 52 ] |
| 18/11/2015 | Gala 11 / Expulsión de Oriol                | 2 248 000 (14,1 %) | "Fast Food Style"                 | 706 000 (12,0 %) | [ 53 ] |
| 25/11/2015 | Gala 12 / Mari Paz, semifinalista           | 1 984 000 (14,1 %) | "Madre no hay más que una"        | 554 000 (12,5 %) | [ 54 ] |
| 02/12/2015 | Gala 13 / Expulsión de Sergio               | 2 036 000 (13,1 %) | "Fíate de tus sentidos"           | 690 000 (13,1 %) | [ 55 ] |
| 09/12/2015 | Gala 14 / Semifinal / Expulsión de Mari Paz | 2 399 000 (15,5 %) | "Cocineros al tren"               | 534 000 (9,4 %)  | [ 56 ] |
| 16/12/2015 | Gala 15 / Final / Ganador: Marcel           | 2 283 000 (14,9 %) | "España-Alemania"                 | 615 000 (12,2 %) | [ 57 ] |

     Récord histórico de audiencia.     Mínimo histórico de audiencia.

## Cuarta edición (2017)

### Concursantes
| Chef                | Edad | Procedencia | Profesión                                         | Información                    |
| ------------------- | ---- | ----------- | ------------------------------------------------- | ------------------------------ |
| Rakel Cernicharo    | 32   | Valencia    | Chef y propietaria del rte. Karak                 | Ganadora                       |
| Víctor Gutiérrez    | 48   | Salamanca   | Propietario y chef del rte. Víctor Gutiérrez      | Subcampeón                     |
| Pablo Montoro       | 38   | Elda        | Chef privado                                      | Semifinalista                  |
| Melissa Herrera     | 31   | Granada     | Jefa de cocina de Restaurante del Mar             | 10.ª expulsada 4.ª expulsada   |
| Richard Alcayde     | 36   | Málaga      | Director gastronómico del grupo La Pesquera       | 9.º expulsado                  |
| David Marcano       | 39   | Madrid      | Propietario y jefe de cocina del rte. Marcano     | 8.º expulsado                  |
| Federico Filippetti | 44   | Cadaqués    | Propietario y chef del rte. Haiku                 | 7.º expulsado                  |
| Manuel Núñez        | 32   | La Coruña   | Copropietario y chef del rte. Arume               | 6.º expulsado                  |
| M.ª Rosa García     | 56   | León        | Propietaria y jefa de cocina del rte. Ars Vivendi | 5.ª expulsada                  |
| Julio Miralles      | 43   | Madrid      | Chef ejecutivo del Grupo Pradal                   | 3.er expulsado                 |
| Tomás López         | 34   | Orihuela    | Jefe de cocina del rte. Domgim                    | 2.º expulsado                  |
| Eva de Gil          | 23   | Barcelona   | Jefa de cocina del rte. Cotton House Hotel        | 1.ª expulsada                  |
| Fátima Pérez        | 56   | Comillas    | Propietaria y chef del rte. La atrevida           | Eliminados en el casting final |
| Xavier Viamonte     | 23   | Calella     | Propietario y chef del rte. La Tapa Teka          | Eliminados en el casting final |

### Seguimiento semanal
|            | P. 01 | P. 02 | P. 03 | P. 04 | P. 05 | P. 06 | P. 07 | P. 08 | P. 09 | P. 10 | P. 11 | Semifinal | Final      |
| ---------- | ----- | ----- | ----- | ----- | ----- | ----- | ----- | ----- | ----- | ----- | ----- | --------- | ---------- |
| Rakel      | C     | UO    | UO    | S     | I     | UO    | UO    | S     | I     | UO    | UO    | S         | Ganadora   |
| Víctor     | C     | S     | I     | S     | UO    | S     | UO    | UO    | S     | UO    | S     | UO        | Subcampeón |
| Montoro    | C     | I     | UO    | I     | S     | S     | UO    | UO    | S     | S     | S     | E         |            |
| Melissa    | C     | S     | S     | UO    | E     |       | R     | UO    | UO    | UO    | E     |           |            |
| Richard    | C     | S     | UO    | UO    | S     | UO    | UO    | S     | UO    | E     |       |           |            |
| Marcano    | C     | S     | S     | S     | UO    | S     | UO    | I     | E     |       |       |           |            |
| Filippetti | C     | S     | S     | UO    | S     | S     | UO    | E     |       |       |       |           |            |
| Manu       | C     | UO    | S     | S     | UO    | UO    | E     |       |       |       |       |           |            |
| M.ª Rosa   | C     | S     | S     | I     | S     | E     |       |       |       |       |       |           |            |
| Julio      | C     | UO    | UO    | E     |       |       |       |       |       |       |       |           |            |
| Tomás      | C     | UO    | E     |       |       |       |       |       |       |       |       |           |            |
| Eva        | C     | E     |       |       |       |       |       |       |       |       |       |           |            |
| Fátima     | NC    |       |       |       |       |       |       |       |       |       |       |           |            |
| Xavi       | NC    |       |       |       |       |       |       |       |       |       |       |           |            |

### Audiencias
| Fecha      | Características del programa                    | Audiencia          | Ref.   |
| ---------- | ----------------------------------------------- | ------------------ | ------ |
| 15/02/2017 | Gala 1 / Eliminación de Fátima y Xavi           | 2 127 000 (14,7 %) | [ 71 ] |
| 22/02/2017 | Gala 2 / Expulsión de Eva                       | 1 620 000 (11,9 %) | [ 72 ] |
| 01/03/2017 | Gala 3 / Expulsión de Tomás                     | 1 587 000 (11,2 %) | [ 73 ] |
| 08/03/2017 | Gala 4 / Expulsión de Julio                     | 1 396 000 (9,8 %)  | [ 74 ] |
| 15/03/2017 | Gala 5 / Expulsión de Melissa                   | 1 526 000 (10,9 %) | [ 75 ] |
| 22/03/2017 | Gala 6 / Expulsión de M.ª Rosa                  | 1 543 000 (12,4 %) | [ 76 ] |
| 29/03/2017 | Gala 7 / Expulsión de Manu / Repesca de Melissa | 1 749 000 (12,1 %) | [ 77 ] |
| 05/04/2017 | Gala 8 / Expulsión de Filippetti                | 1 582 000 (12,3 %) | [ 78 ] |
| 19/04/2017 | Gala 9 / Expulsión de Marcano                   | 1 672 000 (12,3 %) | [ 79 ] |
| 26/04/2017 | Gala 10 / Expulsión de Richard                  | 1 376 000 (10,7 %) | [ 80 ] |
| 03/05/2017 | Gala 11 / Expulsión de Melissa                  | 1 600 000 (12,2 %) | [ 81 ] |
| 10/05/2017 | Gala 12 / Semifinal / Expulsión de Montoro      | 1 668 000 (13,0 %) |        |
| 17/05/2017 | Gala 13 / Final / Ganadora: Rakel               | 1 730 000 (13,2 %) |        |

     Líder en su franja de emisión.     Mínimo histórico de audiencia.

## PalmarésTop Chef España
| Edición           | Fecha | Ganador                 | Subcampeón        | Tercer lugar   |
| ----------------- | ----- | ----------------------- | ----------------- | -------------- |
| Top Chef España 1 | 2013  | Begoña Rodrigo de Jorge | Antonio Arrabal   | Miguel Cobo    |
| Top Chef España 2 | 2014  | David García            | Marc Joli         | Fran Vicente   |
| Top Chef España 3 | 2015  | Marcel Ress             | Alejandro Platero | Mari Paz Marlo |
| Top Chef España 4 | 2017  | Rakel Cernicharo        | Víctor Gutiérrez  | Pablo Montoro  |

## Audiencias
| Edición                          | Fecha | Cadena   | Espectadores | Cuota de pantalla | Gran final         |
| -------------------------------- | ----- | -------- | ------------ | ----------------- | ------------------ |
| Top Chef España: Primera edición | 2013  | Antena 3 | 2 937 000    | 17,8 %            | 3 805 000 (23,8 %) |
| Top Chef España: Segunda edición | 2014  | Antena 3 | 2 544 000    | 16,1 %            | 3 304 000 (21,3 %) |
| Top Chef España: Tercera edición | 2015  | Antena 3 | 2 133 000    | 14,1 %            | 2 283 000 (14,9 %) |
| Top Chef España: Cuarta edición  | 2017  | Antena 3 | 1 625 000    | 11,9 %            | 1 730 000 (13,2 %) |

## Adaptaciones internacionales
Este reality show ha tenido gran acogida por parte del público a nivel mundial:
| País                              | Nombre                      | Presentador | Jurado | Canal                        | Lanzamiento              |
| --------------------------------- | --------------------------- | --- | --- | ---------------------------- | ------------------------ |
| Canadá                            | Top Chef Canada             | Thea Andrews (1.ª temporada) Lisa Ray (2.ª temporada-presente)                                                                                    | - Mark McEwan - Shereen Arazm | Food Network                 | 11 de abril de 2011      |
| Chile                             | Top Chef (Chile)            | Julián Elfenbein | - Carlo Von Mühlenbrock - Pamela Fidalgo - Ciro Watanabe | TVN                          | 25 de septiembre de 2014 |
| Chile                             | Top Chef VIP Chile          | Cristián Riquelme | - Benjamín Nast - Fernanda Fuentes - Sergi Arola | Chilevisión                  | 14 de enero de 2024      |
| El Salvador                       | Top Chef Estrellas          | Marcela Santamaría | - Marta Elena García (1-Actualidad) - Jay Bruzon (1) - Roberto Sartogo (1-Actualidad) - Lorenzo Álvarez (2-Actualidad) | Telecorporación Salvadoreña  | 27 de mayo de 2016       |
| España                            | Top Chef                    | Alberto Chicote | - Alberto Chicote (Presente) - Susi Díaz (Presente) - Paco Roncero (3.ª temporada-presente) - Ángel León (1.ª temporada) - Yayo Daporta (2.ª temporada) | Antena 3                     | 2 de octubre de 2013     |
| Estados Unidos (Versión original) | Top Chef Top Chef Estrellas | Katie Lee Joel (1.ª temporada) Padma Lakshmi (2.ª temporada-presente)                                                                             | - Tom Colicchio - Gail Simmons - Emeril Lagasse (9.ª temporada–presente) - Hugh Acheson (9.ª temporada–presente) - Wolfgang Puck (10.ª temporada–presente) - Ted Allen (Temporadas 3 y 4) - Toby Young (Temporadas 5 y 6) - Eric Ripert (7.ª temporada) - Anthony Bourdain (8.ª temporada) | Bravo TV                     | 8 de marzo de 2006       |
| Finlandia                         | Top Chef Suomi              | Pipsa Hurmerinta | - Pia Kämppi - Hans Välimäki | Sub                          | 26 de enero de 2011      |
| Francia Bélgica                   | Top Chef                    | Sandrine Corman y Stéphane Rotenberg (1.ª temporada) Agathe Lecaron y Stéphane Rotenberg (2.ª temporada) Stéphane Rotenberg (3.ª y 4.ª temporada) | - Cyril Lignac - Ghislaine Arabian - Thierry Marx - Jean-François Piège - Christian Constant - M6 (canal de televisión)\|M6]] RTL-TVI | 22 de febrero de 2010        |                          |
| Grecia                            | Top Chef                    | Nadia Boule | - Elias Mamalakis - Christopher Peska - Trastelis Apostle - Herve Pronzato | ANT1                         | 16 de octubre de 2010    |
| Indonesia                         | Top Chef Indonesia          | Farah Quinn | - Will Meyrick - Henry Alexie Bloem - Chris Salans - Vindex Tengker | SCTV                         | 7 de septiembre de 2013  |
| Liga Árabe                        | Top Chef                    | Siham Tueni | - Siham Tueini - Joe Barza - Changing judge | LBC                          | 26 de abril de 2011      |
| Liga Árabe                        | Top Chef                    | Joumana Mrad | - Joumana Mrad - Joe Barza - Changing judge | LBC Rotana Masriya           | 23 de marzo de 2012      |
| México                            | Top Chef México             | Anette Michel | - Benito Molina - Margarita Carrillo Arronte - José Ramón Castillo | Sony Channel (Latinoamérica) | Marzo del 2016           |
| Polonia                           | Top Chef                    | Grzegorz Łapanowski | - Wojciech Modest Amaro - Maciej Nowak - Ewa Wachowicz - Joseph Seelesto | Polsat                       | Septiembre de 2012       |
| Portugal                          | Top Chef                    | Silvia Alberto (1.ª temporada) | - José Cordeiro - Susana Felicidade - Ricardo Costa | RTP 1                        | 18 de agosto de 2012     |
| Rumanía                           | Top Chef                    | Alina Pușcaș | - Joseph Hadad - Tudor Constantinescu - Nicolai Tand | Antena 1                     | 5 de noviembre de 2012   |